# Keinstirschia megalosperma
Keinstirschia megalosperma är en svampart som först beskrevs av Wilhelm Kirschstein, och fick sitt nu gällande namn av J. Reid & C. Booth 1989. Keinstirschia megalosperma ingår i släktet Keinstirschia, ordningen Diaporthales, klassen Sordariomycetes, divisionen sporsäcksvampar och riket svampar.   Inga underarter finns listade i Catalogue of Life.